# 联合国糖尿病日

世界糖尿病日標誌

聯合國糖尿病日，俗稱世界糖尿病日，是世界衛生組織和國際糖尿病聯合會為喚起全世界對糖尿病危害的關注，自1991年起設定的紀念日。每年的11月14日是聯合國糖尿病日。11月14日是加拿大科學家班廷的生日，他於1921年發現了胰島素，並因此於1923年獲得了諾貝爾醫學獎。
聯合國2006年12月20日通過決議，從2007年起將每年11月14日“世界糖尿病日”升格為“聯合國糖尿病日”，並要求所有會員國、聯合國各相關組織、其他國際組織和民間團體，以適當方式開展活動，將糖尿病的預防控制提升為政府行為。

## 標誌
世界糖尿病日的標誌是一個藍環，是糖尿病的世界性的象徵。這個標誌是在2007年通過的，用以表示「聯合國世界糖尿病日」決議的通過。

## 歷年主題
- 1991年：「糖尿病大眾化」。
- 1992年：「一個與所有國家所有人有關的健康問題」。
- 1993年：「糖尿病與兒童成長」。
- 1994年：「糖尿病與老年」。
- 1995年：「糖尿病與教育，降低無知的代價」。
- 1996年：「胰島素與生命」。
- 1997年：「全球的覺醒：改善生命的關鍵」。
- 1998年：「糖尿病人的權利」。
- 1999年：「糖尿病的代價」。
- 2000年：「新千年糖尿病和生活方式」。
- 2001年：「糖尿病與心血管疾病」。
- 2002年：「糖尿病與你的眼睛：不可忽視的危險因素」。
- 2003年：「重視糖尿病與腎病」。
- 2004年：「糖尿病與肥胖」。
- 2005年：「糖尿病與足部護理」。
- 2006年：「糖尿病與脆弱人群」。
- 2007年：「關心兒童與青少年糖尿病」。
- 2008年：「關心兒童與青少年糖尿病」。
- 2009年：「糖尿病教育與預防」。
- 2010年：「糖尿病教育与预防」。
- 2011年：“應對糖尿病，立即行動”。
- 2012年：保護我們的未來：糖尿病教育与预防
- 2013年：保護我們的未來：糖尿病教育與預防
- 2014年：健康生活與糖尿病
- 2015年：健康生活與糖尿病
- 2016年：糖尿病眼病
- 2017年：女性健康與糖尿病

## 外部鏈接
- 世界糖尿病日網站 （页面存档备份，存于）（英文）
- 世界衛生組織：世界糖尿病日 （页面存档备份，存于）（简体中文）